# Војник (Словенија)
Војник (словен. Vojnik) је градић и управно средиште истоимене општине Војник, која припада Савињској регији у Републици Словенији.
По попису становништца из 2011. године, насеље Војник имало је 2.292 становника.